# Goerodes carvalhoi
Goerodes carvalhoi är en nattsländeart som beskrevs av G. Marlier 1965. Goerodes carvalhoi ingår i släktet Goerodes och familjen kantrörsnattsländor. Inga underarter finns listade i Catalogue of Life.